# Frontières du Botswana

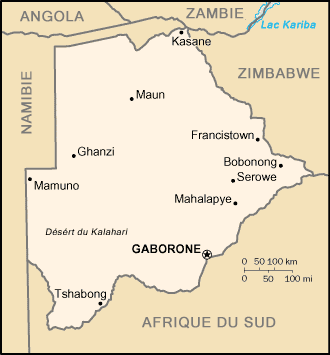
Carte du Botswana, mettant en évidence ses frontières terrestres avec les pays voisins.

Cet article recense les frontières du Botswana.

## Frontières

### Frontières terrestres
Le Botswana partage des frontières terrestres avec ses 4 pays voisins : l'Afrique du Sud, la Namibie, la Zambie et le Zimbabwe, pour un total de 4 013,1 km.

### Récapitulatif
Le tableau suivant récapitule l'ensemble des frontières du Botswana :
| Pays           | Frontière terrestre (km) | Notes |
| -------------- | ------------------------ | ----- |
| Afrique du Sud | 1840                     |       |
| Namibie        | 1360                     |       |
| Zambie         | 0,15                     |       |
| Zimbabwe       | 813                      |       |
| Total          | 4 013,1                  |       |